# Stagmomantis parvidentata
Stagmomantis parvidentata es una especie de mantis de la familia Mantidae.

## Distribución geográfica
Se encuentra en Costa Rica.